# 타시 남걀
타시 남걀(시킴어: བཀྲ་ཤིས་རྣམ་རྒྱལ་, Tashi Namgyal, 1893년 10월 26일 ~ 1963년 12월 2일)은 시킴 왕국의 제11대 군주(재위: 1914년 12월 5일 ~ 1963년 12월 2일)이다. 투토브 남걀의 아들이자 시드케옹 툴쿠 남걀의 동생이다.
재위 기간 동안 토지 개혁, 자유 선거를 도입하면서 시킴의 현대화를 추진했다. 1950년 12월 5일에는 인도와의 조약을 체결하면서 시킴 왕국을 인도의 보호국으로 만들었다.
| 전임 시드케옹 툴쿠 남걀 | 제11대 시킴 왕국의 군주 1914년 12월 5일 ~ 1963년 12월 2일 | 후임 팔덴 톤두프 남걀 |